# Michelle Gomez
Michelle May Romney Marsham Antonia Gomez, född 23 november 1966 i Glasgow, är en skotsk skådespelare. Hon är bland annat känd för att ha spelat rollen som Lilith/Madam Satan i Netflixserien Chilling Adventures of Sabrina och Missy i BBC-serien Doctor Who.
Gomez är sedan 2000 gift med skådespelaren Jack Davenport och tillsammans har de en son, född 2010.